# Haym Salomon
Pour les articles homonymes, voir Salomon.
 (janvier 2021).
La mise en forme du texte ne suit pas les recommandations de Wikipédia : il faut le « wikifier ».
Les points d'amélioration suivants sont les cas les plus fréquents :
- Les titres sont pré-formatés par le logiciel. Ils ne sont ni en capitales, ni en gras.
- Le texte ne doit pas être écrit en capitales (les noms de famille non plus), ni en gras, ni en italique, ni en « petit »…
- Le gras n'est utilisé que pour surligner le titre de l'article dans l'introduction, une seule fois.
- L'italique est rarement utilisé : mots en langue étrangère, titres d'œuvres, noms de bateaux, etc.
- Les citations ne sont pas en italique mais en corps de texte normal. Elles sont entourées par des guillemets français : « et ».
- Les listes à puces sont à éviter, des paragraphes rédigés étant largement préférés. Les tableaux sont à réserver à la présentation de données structurées (résultats, etc.).
- Les appels de note de bas de page (petits chiffres en exposant, introduits par l'outil «  Source ») sont à placer entre la fin de phrase et le point final[comme ça].
- Les liens internes (vers d'autres articles de Wikipédia) sont à choisir avec parcimonie. Créez des liens vers des articles approfondissant le sujet. Les termes génériques sans rapport avec le sujet sont à éviter, ainsi que les répétitions de liens vers un même terme.
- Les liens externes sont à placer uniquement dans une section « Liens externes », à la fin de l'article. Ces liens sont à choisir avec parcimonie suivant les règles définies. Si un lien sert de source à l'article, son insertion dans le texte est à faire par les notes de bas de page.
- La présentation des références doit suivre les conventions bibliographiques. Il est recommandé d'utiliser les modèles {{Ouvrage}}, {{Chapitre}}, {{Article}}, {{Lien web}} et/ou {{Bibliographie}}. Le mode d'édition visuel peut mettre en forme automatiquement les références.
- Insérer une infobox (cadre d'informations à droite) n'est pas obligatoire pour parachever la mise en page.

Pour une aide détaillée, merci de consulter Aide:Wikification.
Si vous pensez que ces points ont été résolus, vous pouvez retirer ce bandeau et améliorer la mise en forme d'un autre article.
Haym Salomon (7 avril 1740 - 6 janvier 1785) est un homme d'affaires juif qui a immigré à New York depuis la Pologne pendant la période de la révolution américaine. Il a mis son savoir-faire financier au service des insurgés qui luttaient pour l'indépendance des États-Unis, et a été ainsi l'un des principaux financiers de  la guerre d'indépendance américaine contre la Grande-Bretagne.

## Jeunesse et éducation
Haym Salomon est né à Leszno (Lissa), Pologne, en 1740. Dans sa jeunesse, il a étudié l'hébreu.  Au cours de voyages en Europe occidentale, il acquit une connaissance de la finance et une maîtrise de certaines des langues mondiales de l'époque. Il retourna en Pologne en 1770 mais partit pour l'Angleterre deux ans plus tard. En 1775, il immigre à New York, où il s'établit comme courtier financier au service de marchands engagés dans le commerce international,.

## Dans la révolution américaine

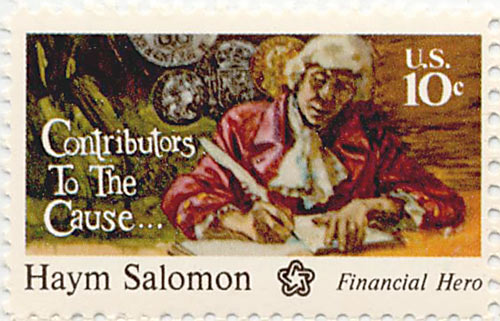
Timbre commémoratif Haym Salomon (1975)

Il sympathise avec la cause des Patriotes, et est arrêté en 1776, comme espion par les autorités britanniques.Ces dernières le gracient, en contrepartie d'un engagement comme interprète à leur service dans la flotte anglaise. Il parvient à s'échapper, mais, en 1778, Salomon est de nouveau arrêté et condamné à mort. Une fois de plus, il réussit à s'échapper.

### Financement de la guerre d'indépendance américaine
Installé à Philadelphie, Salomon reprend ses activités de courtier, et fait bénéficier de ses services les forces françaises en Amérique du Nord. En 1781, il commence à travailler intensivement au financement des treize colonies qui ont proclamé leur indépendance.
En trois ans, il parvient à  fournir plus de 650 000 $ (près de 8 milliards d'euros d'aujourd'hui  ) en financement à George Washington dans son effort de guerre. 
On rapporte que, lorsque George Washington et son armée, ainsi que le comte de Rochambeau avec l'armée française, décident de marcher vers Yorktown et de porter le coup final, ils sont à court de ressources, avec des troupes au bord de la mutinerie faute de nourriture.  Lorsque le responsable des finances des États-Unis lui dit qu'il n'y avait ni fonds ni crédit disponibles, Washington lui rétorque simplement : "Envoyez chercher Haym Salomon".

### Communauté juive
Salomon s'est impliqué dans les affaires de la communauté juive, au sein de la congrégation Mikveh Israel à Philadelphie, et en 1782, il est celui qui fit le plus grand don individuel pour la construction de son bâtiment principal. En 1783, Salomon figurait parmi les juifs éminents impliqués dans l'effort, couronné de succès, pour que le soit supprimé le serment religieux requis pour l'exercice de fonctions publiques. 

### La franc-maçonnerie
Comme Washington et de nombreux hommes éminents associés à la révolution américaine, Salomon était membre de la fraternité maçonnique, et appartenait à une loge  de Philadelphie ,.

## Décès
Le financier mourut dans la pauvreté le 8 janvier 1785, à Philadelphie. Le gouvernement et des prêteurs privés n'avaient en effet pas remboursé les dettes contractées et sa famille est tombée dans la gêne financière à sa mort brutale à l'âge de 44 ans.
L' Independent Gazetteer annonçait sa disparition ainsi  : «Jeudi dernier, décédé après une maladie fatale, M. Haym Salomon, un éminent courtier de cette ville, était originaire de Pologne et de la nation hébraïque. Il était remarquable par sa compétence et son intégrité dans sa profession, ainsi que par sa conduite généreuse et humaine. Ses restes ont été déposés hier dans le cimetière de la synagogue de cette ville. "